# Drogen (voedselconservering)

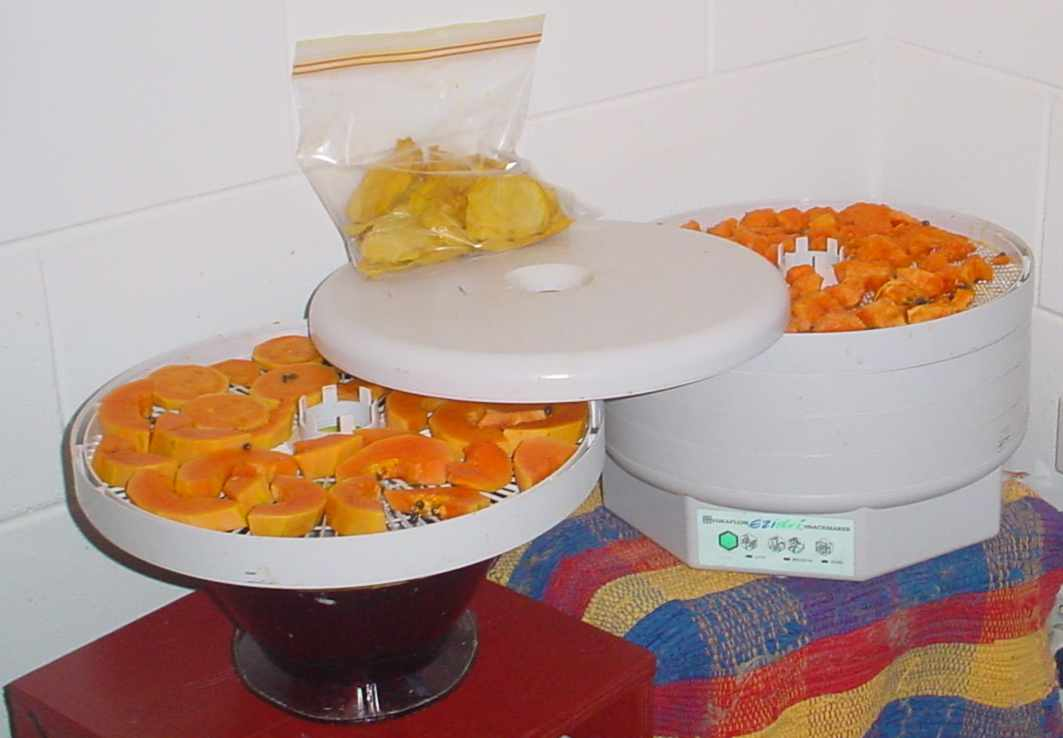
Een elektrische voedseldroger blaast hete lucht door roosters waarop voedsel ligt

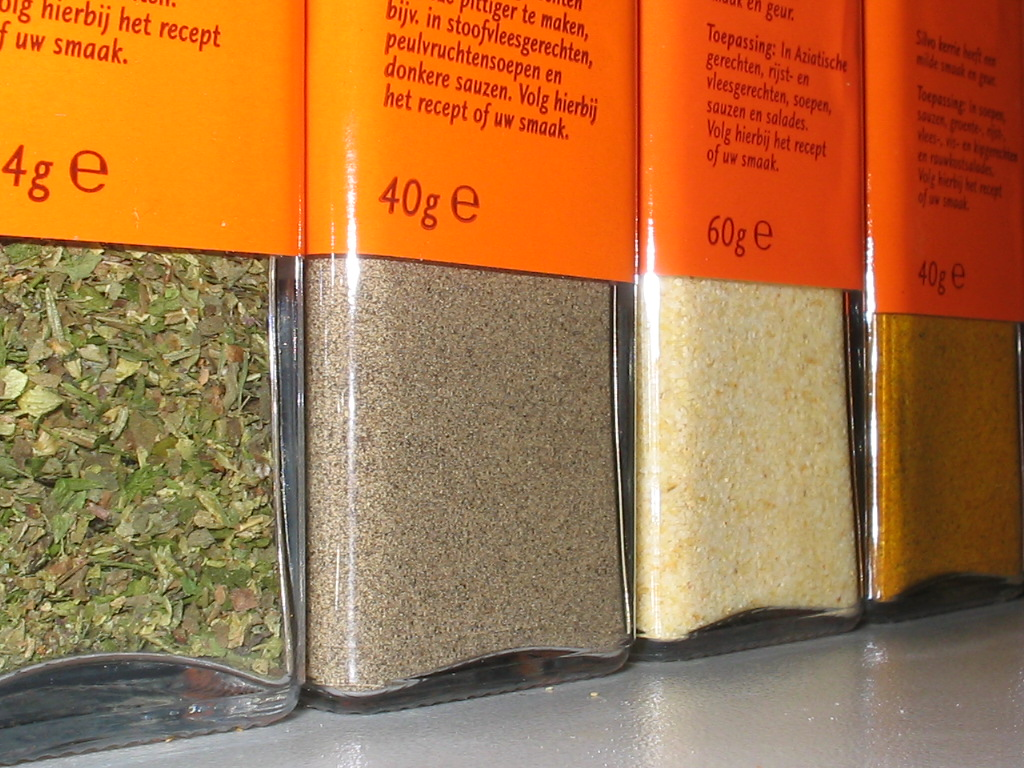
Gedroogde kruiden zoals veel mensen ze thuis gebruiken in uiteenlopende gerechten

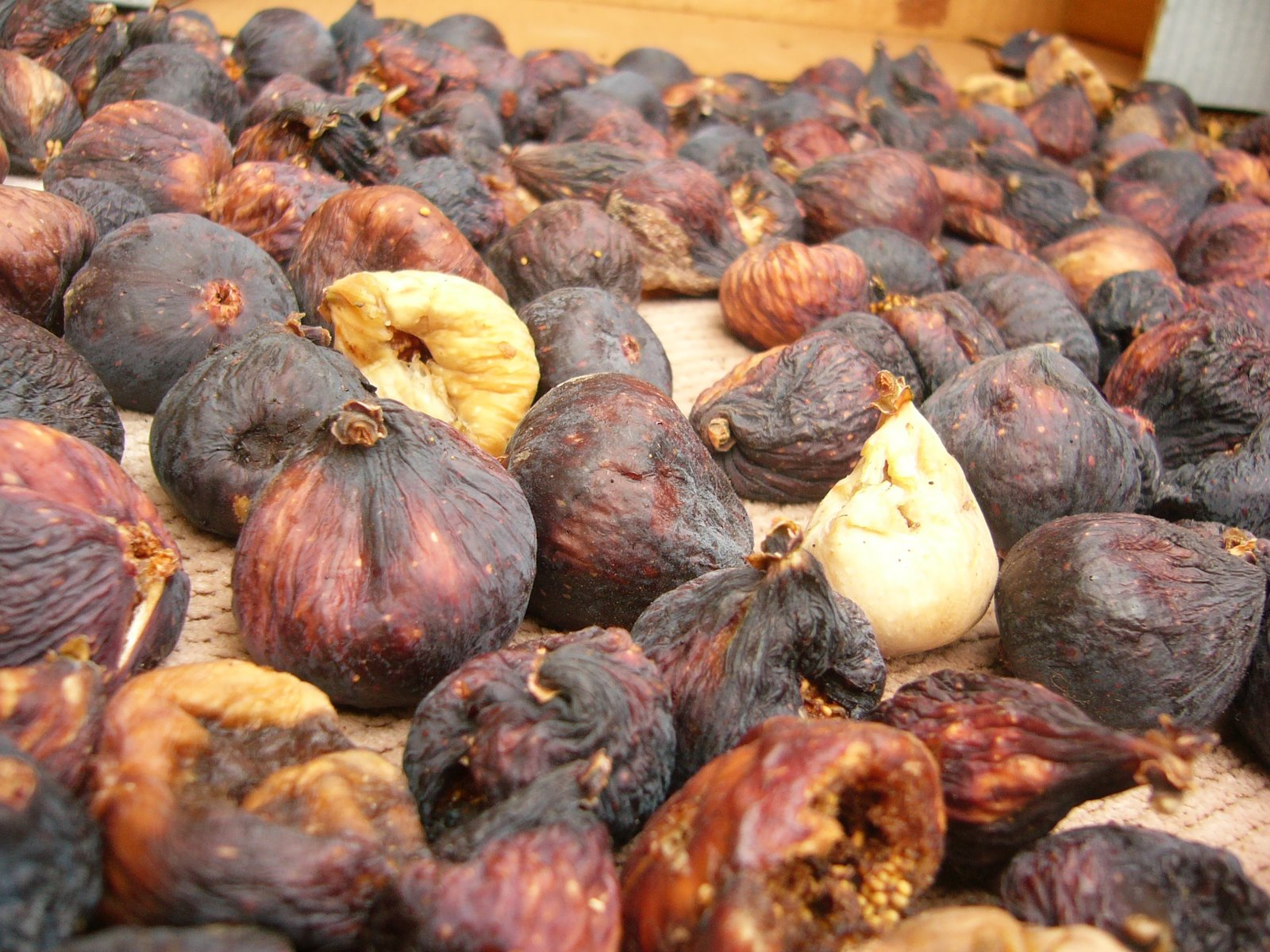
Vijgen tijdens het droogproces

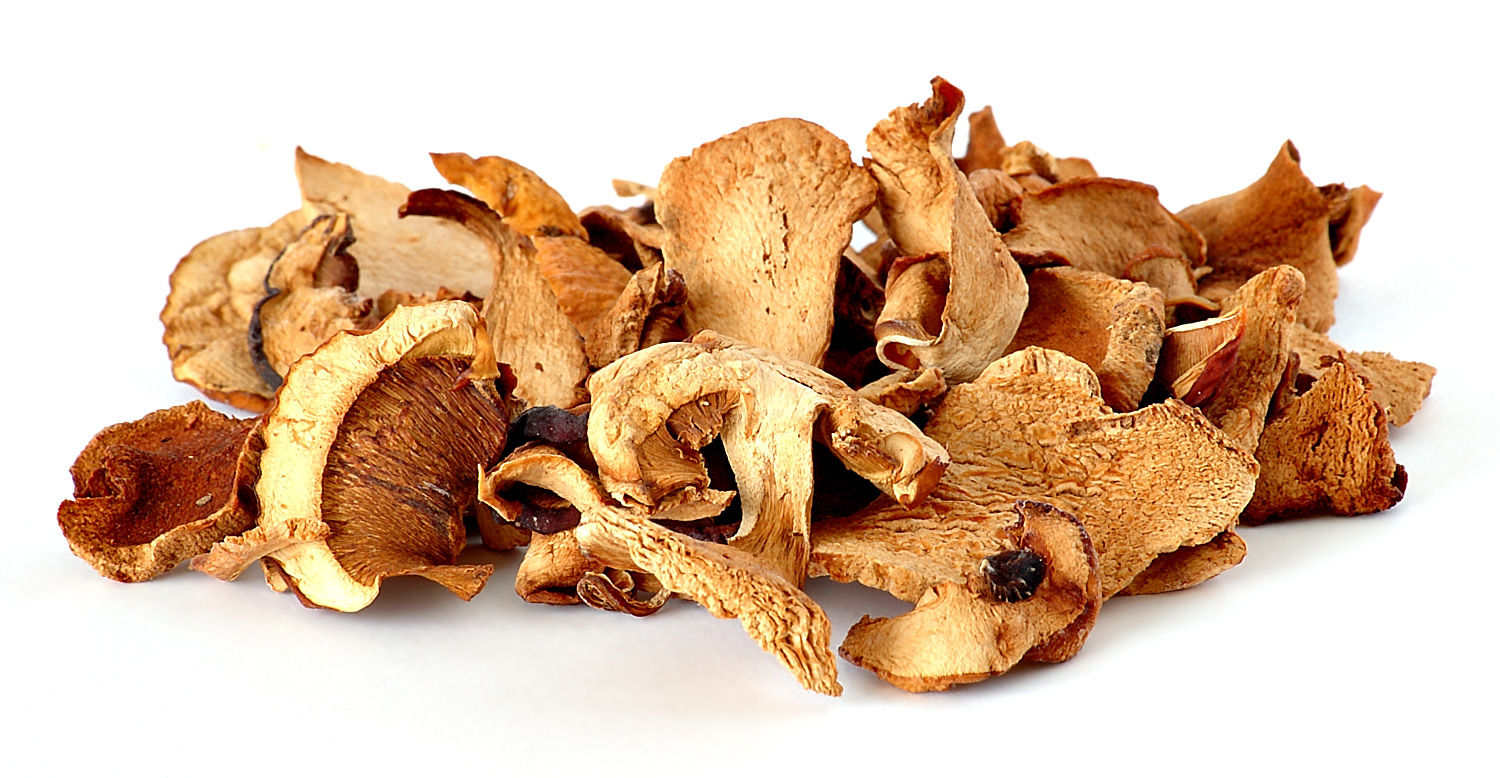
Gedroogde paddenstoelen

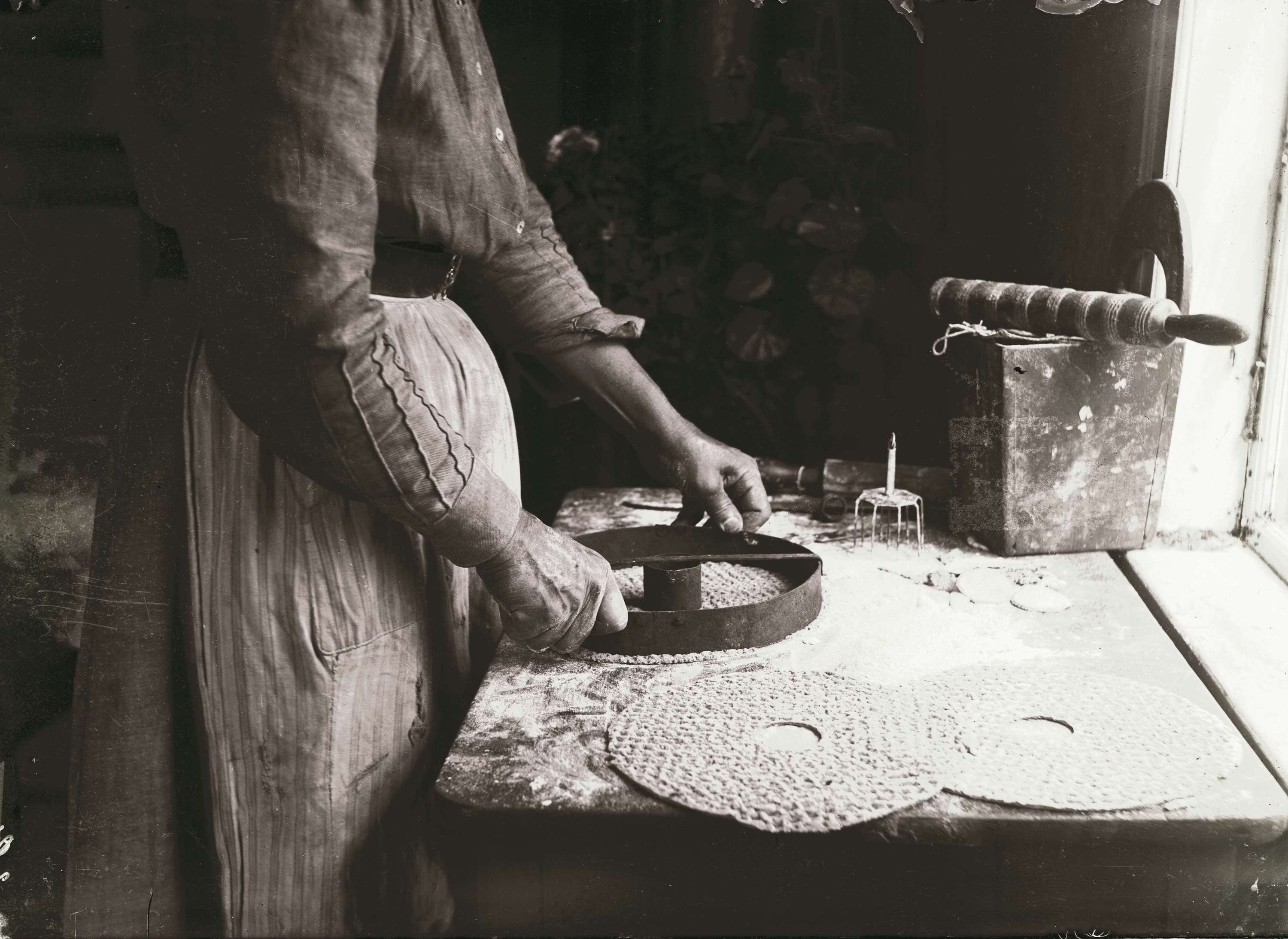
Het maken van traditioneel Scandinavisch knäckebröd, 1911

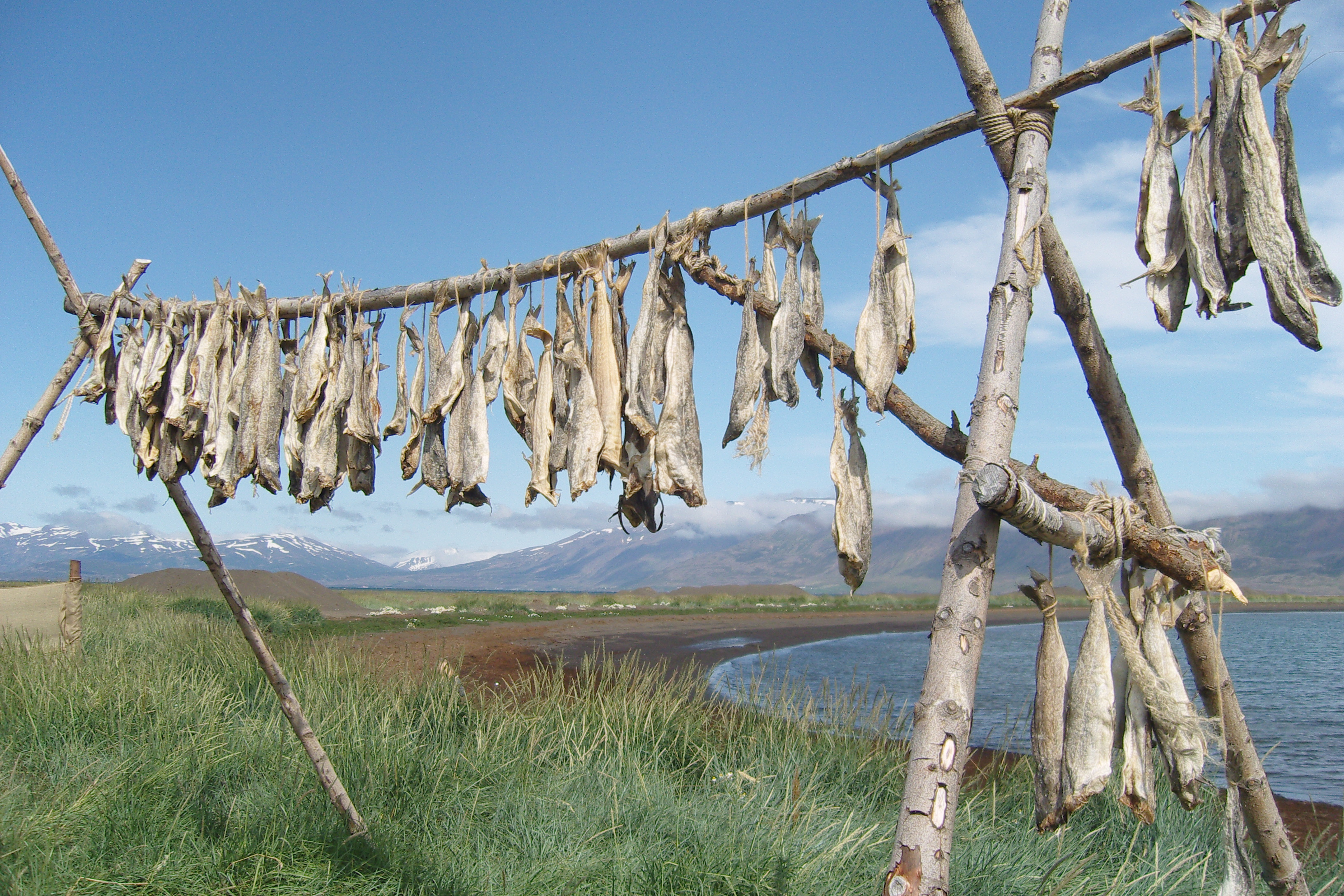
Stokvis drogend op de traditionele manier in IJsland

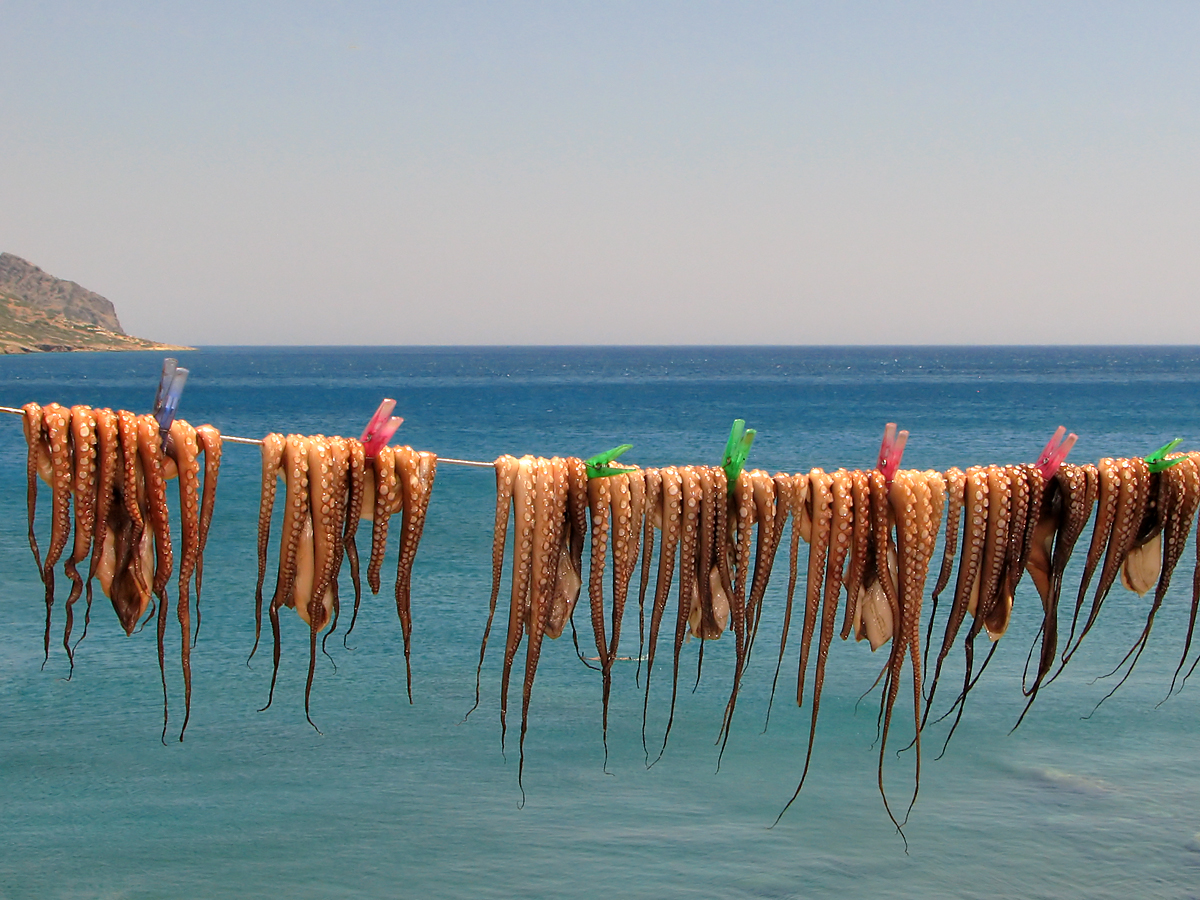
Octopussen, drogend in de zon in Griekenland

Het drogen van voedingsmiddelen is een van de oudste methoden om ze te conserveren.

## Werkingsmechanisme van drogen
Voedingsmiddelen kunnen bederven door de inwerking van micro-organismen zoals bacteriën en schimmels. Deze organismen kunnen alleen leven in de omgeving van vocht. Door (nagenoeg) alle water uit voedingsmiddelen te onttrekken, ontstaat een omgeving waarin micro-organismen niet kunnen leven en zal het voedingsmiddel niet bederven. Ook werken enzymen die in de voedingsmiddelen aanwezig zijn, niet meer in een droge omgeving.
Het is niet nodig om alle vocht uit een voedingsmiddel te onttrekken, als het vochtgehalte wordt verlaagd tot minder dan 35% dan kunnen de meeste bacteriën zich er al niet meer vermenigvuldigen. Een vochtgehalte van minder dan 15% is meestal voldoende om ook alle schimmelgroei te blokkeren. Dit komt doordat het gehalte aan zouten en suikers bij het drogingsproces sterk toeneemt, waardoor de osmotische waarde zo hoog wordt dat micro-organismen hierin niet kunnen functioneren.
De werking van drogen is principieel verschillend van steriliseren: bij steriliseren is het de bedoeling dat de micro-organismen dood gaan, bij drogen kunnen ze blijven leven, in de vorm van sporen. Ze kunnen niet functioneren zolang er geen water beschikbaar is.

## Droogmethoden
De methode die van oudsher wordt gebruikt voor het drogen van voedingsmiddelen, is drogen in de zon en wind. Andere methoden zijn drogen boven een vuur of elektrisch drogen. Hoe hoger de temperatuur is tijdens het drogen, des te sneller het droogproces verloopt.
De snelheid van het droogproces kan sterk uiteenlopen, afhankelijk van de soort en grootte van het te drogen voedingsmiddel en de gebruikte temperatuur. Gemalen kruiden kunnen in minder dan een minuut in een magnetron droog zijn, maar diezelfde kruiden hebben soms een aantal weken nodig als ze in lucht op kamertemperatuur te drogen worden gehangen.
Een nadeel van het drogen door verhitting is dat er bij hoge temperaturen nuttige stoffen zoals antioxidanten en sommige vitamines, vooral vitamine C, vitamine E en sommigen uit de B-groep, verloren gaan. Ook kan de smaak veranderen, wat lang niet altijd gewenst is. Daarom worden tegenwoordig ook andere droogmethoden gebruikt: vriesdrogen en vacuümdrogen. Deze methoden vereisen aparte apparatuur en zijn niet geschikt voor gebruik thuis.

## Voorbeelden van gedroogde voedingsmiddelen

### Groenten en kruiden
Er zijn veel groenten die gedroogd worden, zoals kool- en bladgewas, bonen maar ook knol- en wortelgewassen. Het droogproces gebeurt traditioneel door het in de zon te leggen of op een andere wijze te verhitten. Daarbij is het van belang dat de temperatuur van het te drogen product niet te hoog wordt, zodat de smaak, de voedingswaarden en het uiterlijk niet te sterk achteruit gaan. Wel moet het product voldoende zijn gedroogd, zodat er geen bacteriegroei meer plaatsvindt en er geen reacties meer optreden.
Gedroogde groenten worden onder andere gebruikt in instantsoepen en -sauzen. Ook zijn er geheel uit gedroogde ingrediënten bestaande kant-en-klaarstamppotten. Hierbij is het van belang dat de groenten een goed wateropnemend vermogen hebben. Bij bereiding wordt namelijk meestal heet water toegevoegd, dat door de gedroogde groente wordt opgezogen zodat het weer een groente-achtige structuur krijgt.

### Fruit
Bij fruit is drogen een veelgebruikte conserveringsmethode. Sommige vruchten worden in verse vorm veel minder verkocht dan in de gedroogde vorm, zoals bij vijgen en dadels het geval is. Andere vruchten hebben in gedroogde vorm zelfs een andere naam, zoals rozijnen en krenten van de druif. Zeer veel soorten fruit zijn geschikt voor droging. Daaronder pruimen, abrikozen, bananen, meestal in plakjes, kokos, appelpartjes en cranberry's.
Anders dan gedroogde groenten, die bijna alle bereid worden met heet water om ze weer te laten opzwellen, wordt gedroogd fruit juist vaak in de gedroogde vorm geconsumeerd.

### Paddenstoelen
Paddenstoelen zijn niet goed in te vriezen en worden daarom bij voorkeur geconserveerd door droging. De smaak blijft daarbij goed behouden. Een toepassing zijn pakjes champignonsoep.
Gist is een organisme dat verwant is aan paddenstoelen en dat ook uitstekend te drogen is. Gedroogde gist kan, mits het gekoeld bewaard wordt, jarenlang in leven blijven.

### Granen en brood
Graan dat wordt opgeslagen voor later gebruik, ofwel voor consumptie, ofwel om later te zaaien, moet goed worden gedroogd. Het vochtpercentage moet minder dan 15% zijn.
Ook voedingsmiddelen die van graan zijn gemaakt, kunnen in gedroogde vorm lang bewaard worden. Voorbeelden zijn beschuit en knäckebröd. Knäckebröd werd traditioneel in Scandinavië als ronde schijven gebakken met een gat in het midden, zodat het aan een stok boven de haard kon worden geregen en gedurende de hele lange winter kon worden gegeten.

### Dierlijke producten
Er bestaat een zeer lange traditie om vissen, met name kabeljauw, te drogen aan rekken of stokken, of op de rotsen om ze te kunnen bewaren. Dit wordt stokvis of klipvis genoemd.
In het verleden was drogen ook een veelgebruikte conserveringsmethode van zoogdiervlees. Elke taal en elk volk heeft hiervoor eigen namen, zoals Beef jerky, gedroogde reepjes rundvlees, in de Verenigde Staten, Biltong in Zuid-Afrika, droge worst in Nederland, Pastırma in Turkije enz.